# Laevicardium castaneum
Laevicardium castaneum is een tweekleppigensoort uit de familie van de Cardiidae. De wetenschappelijke naam van de soort is voor het eerst geldig gepubliceerd in 2005 door Vidal.